# Hoplopholcus labyrinthi
Hoplopholcus labyrinthi là một loài nhện trong họ Pholcidae. Loài này được phát hiện ở Kreta.